# Deimantas Petravičius
Deivydas Matulevičius, né le 2 septembre 1995 à Vilnius, est un footballeur international  lituanien. Il évolue au poste d'ailier droit au Falkirk FC

## Biographie

### En équipe nationale
Avec les moins de 19 ans, il participe au championnat d'Europe des moins de 19 ans en 2013. Lors de cette compétition, il ne joue qu'un seul match, face aux Pays-Bas.
Deimantas Petravičius reçoit sa première sélection en équipe de Lituanie le 18 novembre 2013, en amical contre la Moldavie (match nul 1-1 à Chișinău).
Lors de l'année 2015, il joue trois matchs rentrant dans le cadre des éliminatoires de l'Euro 2016, contre l'Estonie, la Slovénie, et l'Angleterre.